# أثقل من الجنة
أثقل من الجنة (الإنجليزية: Heavier Than Heaven) هو كتاب سيرة من تأليف تشارلز كروس صدر عام 2001 يدور حول حياة الموسيقي كيرت كوبين وهو مغني وعازف غيتار فرقة الروك الأمريكية نيرفانا.
قام كروس بإجراء أكثر من 400 مقابلة على مدى أربع سنوات. سمحت أرملة كوبين كورتني لوف للمؤلف بالوصول لمقابلات حصرية ومجلات وصور وكلمات أغاني خاصة بكوبين. الجدير بالذكر، بأن كل من قارع طبول نيرفانا ديف غرول ووالدة كوبين لم يساهموا في الكتاب.
استوحى كروس اسم «أثقل من الجنة» من عنوان جولة موسيقية قامت بها فرقة نيرفانا مع فرقة تاد في المملكة المتحدة، حيث كان المغني الرئيسي لفرقة تاد وهو تاد دويل بديناً للغاية؛ مما جعل مروجي الجولة يأتون بفكرة الاسم حيث كان الغرض منه جزئياً هو السخرية من الفكرة غير الدقيقة بأن وزن تاد دويل وحده كان أكبر من وزن أعضاء فرقة نيرفانا الثلاثة مجتمعين.

## انتقادات
في حين يمكن القول جدلياً بأن الكتاب هو السيرة الأكمل لكيرت كوبين، إلا أن كروس اختار أن يقوم بتضمن انطباعه الخاص عن الأيام الأخيرة لكوبين، ما جعل العديد يقوم بالتشكيك بإدخال الكاتب للخيال في ما تم الإدعاء بأنه كتاب سيرة غير خيالي (أو كتاب واقعي). كما أن رغبة كروس بأن يكون الكتاب كاملاً بقدر الإمكان تعني بأن الكاتب قبل أحياناً مصادر معلومات غير أولية (وغير صحيحة) كحقائق في الكتاب. كما ينتقد الكتاب لكونه نتج عن تعاون بين لوف وكروس عبر أصدقاء. كما أن كروس لم يجري مقابلات مع قارع الطبول في نيرفانا ديف غرول. وعلى الرغم من ذلك، فإن الكتاب يتضمن العديد من التفاصيل حول حياة كوبين وسيرة نيرفانا والتي كان من الممكن لها أن لا تُعرف.

## وصلات خارجية
- مراجعة للكتاب (بالإنجليزية)